# Lago Nahuel Huapi
Lago Nahuel Huapi er en sø på grænsen mellem provinserne Rio Negro og Neuquén i Argentina. Den ligger i nationalparken Nahuel Huapi. Navnet er Mapudungun, det sprog, som tales af den oprindelige, lokale befolkning Mapucherne.
Kort oversat betyder "Nahuel Huapi" "Puma-øen". Søens navn Lago Nahuel Huapi er derfor "Den sø, hvori Puma-øen ligger" – men der ligger mere i ordet Nahuel: Helt præcist betyder det "en mand, som ved magi/hekseri er forvandlet til en puma".